# Кастильська рада
Кастильська рада (ісп. Real y Supremo Consejo de Castilla), до цього відома як Королівська рада (ісп. Consejo Real), була керівним органом і ключовим складником внутрішнього врядування Кастильської Корони, важливішим був лише сам монарх. Її було засновано за часів королеви Ізабели I в 1480 як головний орган, що порався з адміністративними і судовими справами королівства. Зі сходженням на трон у 1516 короля Карла I (пізніше імператор Священної Римської імперії Карл V) і Кастилія, і Арагон, Королівська рада стала відомою як кастильська рада, бо Карл був королем багатьох домініонів окрім Кастилії, хоча рада зберігала відповідальність тільки за Кастилію.
Під час періодів без монарха, за вісутністю монарха або при негодящому монарху, Королівська рада мала б керувати замість нього як регентська рада. В 19-му сторіччі Рада ослабла, тоді вона кілька разів була скасована і відновлена, а тоді розпущена напостійно.